# Mangora pira
Mangora pira là một loài nhện trong họ Araneidae.
Loài này thuộc chi Mangora. Mangora pira được Herbert Walter Levi miêu tả năm 2007.